# Ulrich Hellige
Ulrich Hellige är en östtysk kanotist.
Han tog bland annat VM-guld i K-4 1000 meter i samband med sprintvärldsmästerskapen i kanotsport 1974 i Mexico City.